# Suivi de particules uniques
 (octobre 2023).
La mise en forme du texte ne suit pas les recommandations de Wikipédia : il faut le « wikifier ».
Les points d'amélioration suivants sont les cas les plus fréquents. Le détail des points à revoir est peut-être précisé sur la page de discussion.
- Les titres sont pré-formatés par le logiciel. Ils ne sont ni en capitales, ni en gras.
- Le texte ne doit pas être écrit en capitales (les noms de famille non plus), ni en gras, ni en italique, ni en « petit »…
- Le gras n'est utilisé que pour surligner le titre de l'article dans l'introduction, une seule fois.
- L'italique est rarement utilisé : mots en langue étrangère, titres d'œuvres, noms de bateaux, etc.
- Les citations ne sont pas en italique mais en corps de texte normal. Elles sont entourées par des guillemets français : « et ».
- Les listes à puces sont à éviter, des paragraphes rédigés étant largement préférés. Les tableaux sont à réserver à la présentation de données structurées (résultats, etc.).
- Les appels de note de bas de page (petits chiffres en exposant, introduits par l'outil «  Source ») sont à placer entre la fin de phrase et le point final[comme ça].
- Les liens internes (vers d'autres articles de Wikipédia) sont à choisir avec parcimonie. Créez des liens vers des articles approfondissant le sujet. Les termes génériques sans rapport avec le sujet sont à éviter, ainsi que les répétitions de liens vers un même terme.
- Les liens externes sont à placer uniquement dans une section « Liens externes », à la fin de l'article. Ces liens sont à choisir avec parcimonie suivant les règles définies. Si un lien sert de source à l'article, son insertion dans le texte est à faire par les notes de bas de page.
- La présentation des références doit suivre les conventions bibliographiques. Il est recommandé d'utiliser les modèles {{Ouvrage}}, {{Chapitre}}, {{Article}}, {{Lien web}} et/ou {{Bibliographie}}. Le mode d'édition visuel peut mettre en forme automatiquement les références.
- Insérer une infobox (cadre d'informations à droite) n'est pas obligatoire pour parachever la mise en page.

Pour une aide détaillée, merci de consulter Aide:Wikification.
Si vous pensez que ces points ont été résolus, vous pouvez retirer ce bandeau et améliorer la mise en forme d'un autre article.

Principe du SPT : Les rectangles représentent les images issues d'une acquisition d'image à des instants t = 0, 1, 2, ... Les particules suivies sont représentées par des cercles rouges, et dans la dernière image, les trajectoires reconstruites sont représentées par des lignes bleues.

Le suivi de particules uniques (en anglais Single Particle Tracking ou SPT) est l'observation du mouvement de particules individuelles dans un milieu. La série temporelle de coordonnées, qui peut être en deux dimensions (x, y) ou en trois dimensions (x, y, z), est appelée trajectoire. La trajectoire est généralement analysée à l'aide de méthodes statistiques pour extraire des informations sur la dynamique sous-jacente de la particule,,. Cette dynamique peut révéler des informations sur le type de transport observé (par exemple thermique ou actif), le milieu dans lequel la particule se déplace et les interactions avec d'autres particules. Dans le cas d'un mouvement aléatoire, l'analyse de trajectoire peut être utilisée pour mesurer le coefficient de diffusion.
En biologie, le suivi de particules uniques est largement utilisé pour quantifier la dynamique des molécules/protéines dans les cellules vivantes (des bactéries, des levures, des cellules de mammifères et des embryons vivants de drosophile ),,,. Il a été largement utilisé pour étudier la dynamique des facteurs de transcription dans les cellules vivantes,,. Cette méthode a été largement utilisée au cours de la dernière décennie pour comprendre le mécanisme de recherche ciblées des protéines dans les cellules vivantes. Il aborde des questions biologiques fondamentales telles que comment une protéine d’intérêt trouve sa cible dans l’environnement cellulaire complexe ? combien de temps lui faut-il pour trouver son site cible de liaison ? quel est le temps de séjour des protéines qui se lient à l'ADN ?  Récemment, la SPT a été utilisée pour étudier la cinétique de la traduction et du traitement des protéines in vivo. Pour les molécules qui se lient à de grandes structures telles que les ribosomes, la SPT peut être utilisée pour extraire des informations sur la cinétique de liaison. Comme la fixation du ribosome augmente la taille effective de petites molécules, leur taux de diffusion diminue lors de la fixation. En modifiant les comportements de diffusions de ces protéines, des mesures directes des événements de liaison sont obtenues,. De plus, des particules exogènes sont utilisées comme sondes pour évaluer les propriétés mécaniques du milieu, une technique connue sous le nom de microrhéologie passive. Cette technique a été appliquée pour étudier le mouvement des lipides et des protéines dans les membranes, les molécules du noyau  et du cytoplasme, les organites et leurs molécules, les granules lipidiques,,, vésicules et particules introduites dans le cytoplasme ou le noyau. De plus, le SPT a été largement utilisé dans l'étude des bicouches lipidiques reconstituées, de la diffusion intermittente entre les phases 3D et 2D (par exemple, une membrane)  ou 1D (par exemple, un polymère d'ADN), et réseaux synthétiques d'actine en réseau,.
Les types de particules les plus couramment utilisés en SPT sont basés soit sur des diffuseurs, tels que des billes de polystyrène ou des nanoparticules d'or qui peuvent être suivies à l'aide d'un éclairage en champ clair, soit sur des particules fluorescentes. Pour les étiquettes fluorescentes, il existe de nombreuses options différentes avec leurs propres avantages et inconvénients, notamment les points quantiques (quantum dots), les protéines fluorescentes, les fluorophores organiques et les colorants cyanine.
Sur le plan fondamental, une fois les images obtenues, le SPT est un processus en deux étapes. D'abord, les particules sont détectées, puis elles sont connectées pour obtenir des trajectoires individuelles.
Outre le suivi des particules en 2D, il existe plusieurs modalités d'imagerie pour le suivi des particules en 3D, notamment la microscopie plane multifocale, la microscopie à fonction de dispersion du point double hélice, et l'introduction de l'astigmatisme via une lentille cylindrique ou une optique adaptative.